# Antimoussant
Un antimoussant est un produit chimique utilisé pour réduire la formation de mousse dans un liquide. Ce sont des additifs techniques et parfois alimentaires. Parmi les additifs couramment utilisés figurent les huiles insolubles, les polydiméthylsiloxanes et autres silicones, certains alcools, stéarates et glycols. 
Dans les processus industriels, les mousses représentent de véritables problèmes. Elles provoquent des défauts sur les revêtements de surface et empêchent le remplissage efficace des récipients. Diverses formules chimiques sont disponibles pour empêcher la formation de mousses.

## Propriétés
En général, un produit antimoussant est insoluble dans le milieu moussant et possède des propriétés tensioactives. Une caractéristique essentielle d'un produit antimoussant est sa faible viscosité et sa capacité à se répandre rapidement sur les surfaces moussantes. Il a une affinité avec la surface air-liquide où il déstabilise les lamelles de la mousse. Cela entraîne la rupture des bulles d'air et la décomposition de la mousse de surface. Les bulles d'air entraînées sont agglomérées, et les bulles les plus grosses remontent plus rapidement à la surface du liquide en vrac.

## Histoire
Les premiers antimoussants visaient à décomposer la mousse visible à la surface. Le kérosène, le mazout et d'autres produits pétroliers légers étaient utilisés pour décomposer la mousse. Les huiles végétales ont également été utilisées. Les alcools gras étaient des antimousses efficaces mais coûteux. Ils étaient ajoutés aux produits pétroliers pour en augmenter l'efficacité. Le lait et la crème étaient les ancêtres des antimousses modernes de type émulsion.

## Usage de silicones comme antimoussant
Des silicones peuvent être utilisés comme antimoussant dans le carburant diesel, mais ils peuvent endommager les capteurs mesurant le taux d'oxygène.